# Saalburg
Saalburg is een stad in de Duitse gemeente Saalburg-Ebersdorf in het Saale-Orla-Kreis in Thüringen. De stad wordt voor het eerst genoemd in een oorkonde uit 1216.  In 2003 fuseerde Saalburg met het dorp Ebersdorf tot de huidige gemeente.
Saalburg ligt aan de rivier de Saale. Bij de stad is al in de jaren twintig van de 20e eeuw een stuwdam gebouwd die een vermogen genereert van 80 megawatt.